# Eranthemum sumatranum
Eranthemum sumatranum là một loài thực vật có hoa trong họ Ô rô. Loài này được Bremek. & Nann.-Bremek. mô tả khoa học đầu tiên năm 1948.